# Józef Niespał
Józef Niespał (ur. 4 stycznia 1910 we Lwowie, zm. 8 listopada 1992 w Bielsku-Białej) – polski konstruktor lotniczy, szybownik.

## Życiorys
Urodził się w rodzinie Franciszka (ur. 1873), robotnika kolejowego, i Michaliny z Kaczorowskich (1875–1949). Miał sześć sióstr: Marylę (zakonnica Zgromadzenia Sióstr Opatrzności Bożej z Łąki k. Rzeszowa), Stefanię Misiakiewicz, Albinę Jędruch (1908–2001), Zofię Cierpicką, Joannę Rubinowską, Halinę Sojecką oraz brata Stanisława (1902–1971). W 1932 r. ukończył kierunek elektro-mechaniczny Państwowej Szkoły Technicznej we Lwowie. Od 1933 r. pracował w Instytucie Techniki Szybownictwa (ITS) przy Politechnice Lwowskiej, początkowo jako technik, a następnie konstruktor. Uczestniczył w opracowywaniu dokumentacji technicznej szybowca dwumiejscowego ITS-IVb, projekcie dwupłatowego szybowca akrobacyjnego ITS-V, słabosilnikowego samolotu ITS Jaskółka oraz motoszybowców ITS-8, ITS-8M, ITS-8W. W 1936 r. ukończył kurs szybowcowy, uzyskując kat. „A” pilota szybowcowego. W 1937 r. przeszedł z ITS do Lwowskich Warsztatów Lotniczych (LWL), skąd skierowano go na praktykę do Podlaskiej Wytwórni Samolotów (PWS) w Białej Podlaskiej. Praktykę odbył w Biurze Studiów PWS oraz przy budowie prototypów samolotów PWS-35 Ogar i PWS-37. Po zakończeniu praktyki powrócił do LWL w grudniu 1937 r. i w grupie inż. Wacława Czerwińskiego pracował przy tworzeniu dokumentacji szybowca wyczynowego PWS-102 Rekin. Od września 1938 r. do końca kwietnia 1939 r. uczestniczył w PWS przy konstrukcji szybowca olimpijskiego PWS-103. Następnie pracował przy tworzeniu dokumentacji samolotu PWS-33 Wyżeł.
Po wkroczeniu Armii Czerwonej do Lwowa uczestniczył w przekazaniu majątku Instytutu Techniki Szybownictwa i Motoszybownictwa do Laboratorium Aerodynamicznego Politechniki Lwowskiej. Do czerwca 1941 r. pracował w warsztatach szybowcowych Płaniemyj Zawód Nr 5 Ossoawiachima (dawne Lwowskie Warsztaty Lotnicze) w charakterze konstruktora, prowadził rekonstrukcję radzieckiego szybowca Rot-Front 7. Po wejściu Niemców podejmował dorywcze prace m.in. jako elektryk, w warsztatach kolejowych we Lwowie, a od połowy 1944 r. w Nowym Sączu i parowozowni Stróże.
Po wojnie repatriowany do Polski, początkowo pracował w Małopolskich Zakładach Chemicznych w Krakowie. W drugiej połowie 1945 r. nawiązał kontakt z działającą w Bielsku grupą lwowskich inżynierów lotniczych – Rudolfem Weiglem, Piotrem Mynarskim, uczestniczył w organizowaniu w Bielsku Instytutu Szybownictwa. W grudniu 1945 r. przeniósł się do Bielska i wraz z inż. Marianem Graczem na zlecenie Departamentu Lotnictwa Cywilnego odtworzył dokumentację szybowca WWS-1 Salamandra. Był współkonstruktorem pierwszego powojennego polskiego szybowca IS-1 Sęp.
W lutym 1948 r. został kierownikiem Biura Konstrukcyjnego Szybowcowego Zakładu Doświadczalnego (SZD), powstałego z IS. W tym samym roku pod kierunkiem inż. Józefa Niespała i inż. Andrzeja Kokota została zmodyfikowana i dostosowana do ówczesnych warunków produkcji dokumentacja przedwojennego dwumiejscowego szybowca wyczynowego Mewa konstrukcji Antoniego Kocjana. Z przyczyn nietechnicznych zapadła jednak decyzja odtworzenia dokumentacji niemieckiego szybowca DFS Kranich i uruchomienia jego produkcji pod nazwą IS-C Żuraw a nie produkcji Mewy. Dokumentacja techniczna Żurawia została również opracowana przez inż. Józefa Niespała i inż. Andrzeja Kokota.
W 1949 r. skonstruował szybowiec akrobacyjny IS-4 Jastrząb. W 1950 r. uzyskał dyplom inż. lotniczego w Szkole Wawelberga i Rotwanda w Warszawie. W tym czasie był współkonstruktorem szybowca SZD-11 Albatros, brał udział w analizie doboru jednostki napędowej do motoszybowca SZD-26 Wilk i in.
W 1952 r. otrzymał Nagrodę Państwową III stopnia (zespołową) za opracowanie konstrukcji szybowców IS-2 Mucha, IS-4 Jastrząb, SZD-6x Nietoperz, IS-1 Sęp, IS-5 Kaczka i SZD-8 Jaskółka. W 1953 r. na własną prośbę odszedł ze stanowiska głównego konstruktora SZD i wrócił do pracy konstrukcyjno-projektowej.
W latach 1957–1958 pracował w Chińskiej Republice Ludowej, zorganizował biuro konstrukcyjne przy Zakładach Szybowcowych w Zhangjiakou. Pod jego kierunkiem został zaprojektowany pierwszy chiński szybowiec dwumiejscowy szkolny Jiefang-1 (Oswobodzenie). Oblot szybowca został wykonany 10 maja 1958 roku. Za swą pracę w Chinach został w 1958 r. został udekorowany w Pekinie Złotą Gwiazdą Przyjaźni Polsko-Chińskiej.
Po powrocie do kraju skonstruował w latach 1961–1962 dwumiejscowy metalowy szybowiec SZD-27 Kormoran. Ostatnią jego konstrukcją był dwumiejscowy drewniany szybowiec SZD-35 Bekas, zbudowany w latach 1969–1971.
W 1978 r. przeszedł na emeryturę.
Dwukrotnie żonaty. W małżeństwie (od 1936 r.) z Eugenią z domu Wodało, nauczycielką miał syna Witolda, inż. mechanika. Pierwsza żona została zamordowana przez Ukraińców 13.02.1944 r. pod Lwowem. W 1948 r. ożenił się z Emilią z domu Wojak (1920–2012), z którą miał córkę Annę, inż. budownictwa sanitarnego.
Zmarł 8 listopada 1992 r. i został pochowany na cmentarzu Parafii Katedralnej św. Mikołaja w Bielsku-Białej (sektor 15-5-4).

## Konstrukcje opracowane przez inż. J. Niespała
| Lp | Nazwa             | Rok  | Typ                                     |
| -- | ----------------- | ---- | --------------------------------------- |
| 1  | PWS-103           | 1939 | szybowiec wysokowyczynowy               |
| 2  | Niespał szybowiec | 1944 | projekt szybowca wyczynowego            |
| 3  | IS-A Salamandra   | 1946 | szybowiec szkolny                       |
| 4  | IS-1 Sęp          | 1947 | szybowiec wyczynowy                     |
| 5  | IS-4 Jastrząb     | 1949 | szybowiec akrobacyjny                   |
| 6  | IS-C Żuraw        | 1952 | szybowiec wyczynowy                     |
| 7  | SZD-11 Albatros   | 1954 | wysokowyczynowy szybowiec doświadczalny |
| 8  | Jiefang-1         | 1958 | szybowiec szkolno-treningowy            |
| 9  | SZD-28 Sowa       | 1959 | projekt szybowca treningowego           |
| 10 | SZD-27 Kormoran   | 1965 | szybowiec szkolno-treningowy            |
| 11 | SZD-35 Bekas      | 1970 | szybowiec szkolny                       |

## Ordery i odznaczenia
- Krzyż Kawalerski Orderu Odrodzenia Polski (1971)
- Złoty Krzyż Zasługi (23 sierpnia 1955)[8]
- Srebrny Medal „Za zasługi dla obronności kraju” (1972)
- Brązowy Medal „Za zasługi dla obronności kraju” (1967)
- Srebrna Odznaka „Zasłużony Działacz LOK” (1971)
- Złota Odznaka za Zasługi dla Rozwoju Woj. Katowickiego (1956)
- odznaczenia SIMP i NOT
- Złota Gwiazda Przyjaźni Polsko-Chińskiej (Chiny, 1958)[1]